# Диаграмма объектов

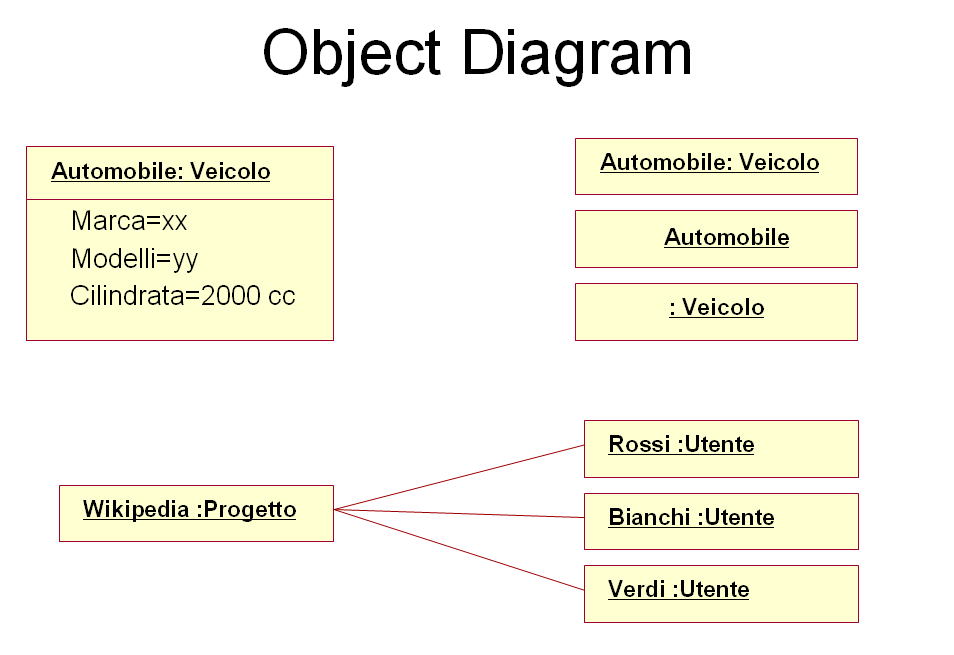
Пример диаграммы объектов UML

Диаграмма объектов (англ. Object Diagram) в языке моделирования UML предназначена для демонстрации совокупности моделируемых объектов и связей между ними в фиксированный момент времени. 
Диаграмма объектов описывает конкретные экземпляры объектов и напрямую соотносится с диаграммой классов, которая даёт общее представление о конфигурации системы. Она используется для документирования структур данных и создания статических снимков состояний объектов принимая во внимание реальные экземпляры или прототипы. Динамику поведения объектов обычно изображают в виде последовательности таких диаграмм.

## Нотация
Объекты в UML принято обозначать прямоугольником с двумя секциями. В верхней секции помещается имя объекта и название его класса, и первое и второе выделяется подчёркиванием. Имя объекта может быть опущено. Формат названия в общем виде имеет следующий вид:
имя объекта : имя класса
При необходимости над именем объекта может помещаться стереотип класса в угловых кавычках, а название класса может содержать полный путь до внешнего пакета, где находится данный класс. В нижней секции опционально располагают перечисление имён атрибутов, которые не подчёркиваются. Операции, связанные с объектами, обычно не обозначаются, так как у всех экземпляров класса они общие.